# Volkers (Bad Brückenau)
Volkers ist ein Gemeindeteil der Stadt Bad Brückenau im unterfränkische Landkreis Bad Kissingen in Bayern.

## Geographie
Das Pfarrdorf liegt nordwestlich von Bad Brückenau auf 479 m ü. NHN am Fuße des Kirchberges (552 m), auf dessen Gipfel sich das Kloster Volkersberg befindet. Am Ort vorbei führt die Bundesstraße 286 (früher: Bundesstraße 27). Nordöstlich von Volkers verläuft die Bundesautobahn 7 mit der Anschlussstelle 94 Bad Brückenau-Volkers und dahinter beginnt das Areal des Truppenübungsplatzes Wildflecken. Durch Volkers führt der Fränkische Marienweg. Im Ort entspringt der Leimbach. Westlich von Volkers verläuft die Landesgrenze zu Hessen.

## Geschichte
Am 1. Mai 1978 wurde die bis dahin selbständige Gemeinde Volkers, bestehend aus den Gemeindeteilen Volkers und Volkersberg, nach Bad Brückenau eingegliedert.
Bei der Volkszählung 1970 hatte die Gemeinde 358 Einwohner, 1961 waren es 318. Die Gemeindefläche betrug 1961 216,54 Hektar.